# Sten Stensson kommer till stan
Sten Stensson kommer till stan är en svensk komedifilm från 1945 i regi av Ragnar Frisk. I huvudrollerna ses Nils Poppe, Viveka Linder och Elof Ahrle.

## Handling
Den unge spränglärde lundastudenten Sten Stensson Stéen, som kan hela lagboken utantill, åker efter examen till Stockholm för att kämpa mot brott och omoral. Av det blir det inte mycket, okunnig om storstan som han är. Men han förälskar sig i en ung kvinna som har problem med sin fästman.

## Om filmen
Filmen följdes 1963 av filmen Sten Stensson kommer tillbaka. 1981 framfördes Sten Stensson Stéen går igen på Fredriksdalsteatern med Poppe i huvudrollen.

## Rollista i urval
- Nils Poppe - Sten Stensson Stéen, jur. kandidat
- Viveka Linder - Barbro
- Lill Arncloo - Inga Bohrn, Barbros kusin
- Elof Ahrle - Sixten, ficktjuv
- Birger Åsander - Per Pelle Valfridsson
- Naima Wifstrand - Emma Bohrn, pensionatsföreståndarinna
- Rolf Botvid - Gunnar Löfman, bankkamrer, Ingas fästman
- Harry Persson - Berg

## Musik i filmen
- "Petter Jönssons stadsresa", text Mathilda T-m, instrumental
- "Hela Sverige dansar jitterbug", kompositör Nils Perne, text Nils Perne Sven Paddock och Willard Ringstrand, sång Freddy Albeck, dans Nils Poppe och Ulla Norgren
- "O alte Burschenherrlichkeit (O, gamla klang- och jubeltid!)", tysk text Eugen Höfling, svensk text August Lindh, instrumental
- "Gaudeamus igitur", latinsk text 1781 C.W. Kindleben, instrumental

## DVD
Filmen gavs ut på DVD 2004 tillsammans med komedin Sten Stensson kommer tillbaka.